# Chryzopras
Chryzopras (též chrysopras, často chybně chryzopas) je zeleně zbarvená průsvitná odrůda minerálu chalcedonu. Ze všech odrůd chalcedonu je tento drahý kámen ceněn nejvíce. Název pochází z řečtiny (chrysos = zlatý, prasinos = zelený).

## Vznik
Podobně jako ostatní odrůdy chalcedonu vzniká i chryzopras poblíž zemského povrchu za relativně nízkých teplot (asi 120 °C). Typickou jablečně zelenou barvu (která kolísá od žlutozelené po trávově zelenou) způsobují vodnaté křemičitany (případně oxidy) niklu (např. kerolit, pimelit). Barva může na slunečním světle blednout.

## Použití
Zeleně zbarvené kameny patřily k nejcennějším a nejoblíbenějším již ve starověku. Chryzopras byl používaný již Řeky a Římany. Výrazné obliby dosáhl obzvlášť ve 14. století, kdy jím nechal Karel IV. vyzdobit Svatováclavskou kapli na Hradčanech a také kaple na Karlštejně. Novější je výzdoba zámku Sanssouci v Postupimi.
Používá se ve šperkařství do prstenů, náušnic a broží, k výrobě menších dekorativních předmětů, těžítek. Obvykle se zpracovává tamblováním (lesklé valounky), zpracovává se na korálky, čočkovce a kameje. Jako kámen zvěrokruhu bývá doporučován pro osoby narozené ve znamení raka, štíra, střelce a kozoroha.
Velmi pěkný šperkařský materiál pocházel z dolů polského Slezska a Československa, od roku 1965 je ale za kvalitnější považován kámen z Queenslandu, Kalifornie, Brazílie a Rakouska.

## Lokality

### Česká republika

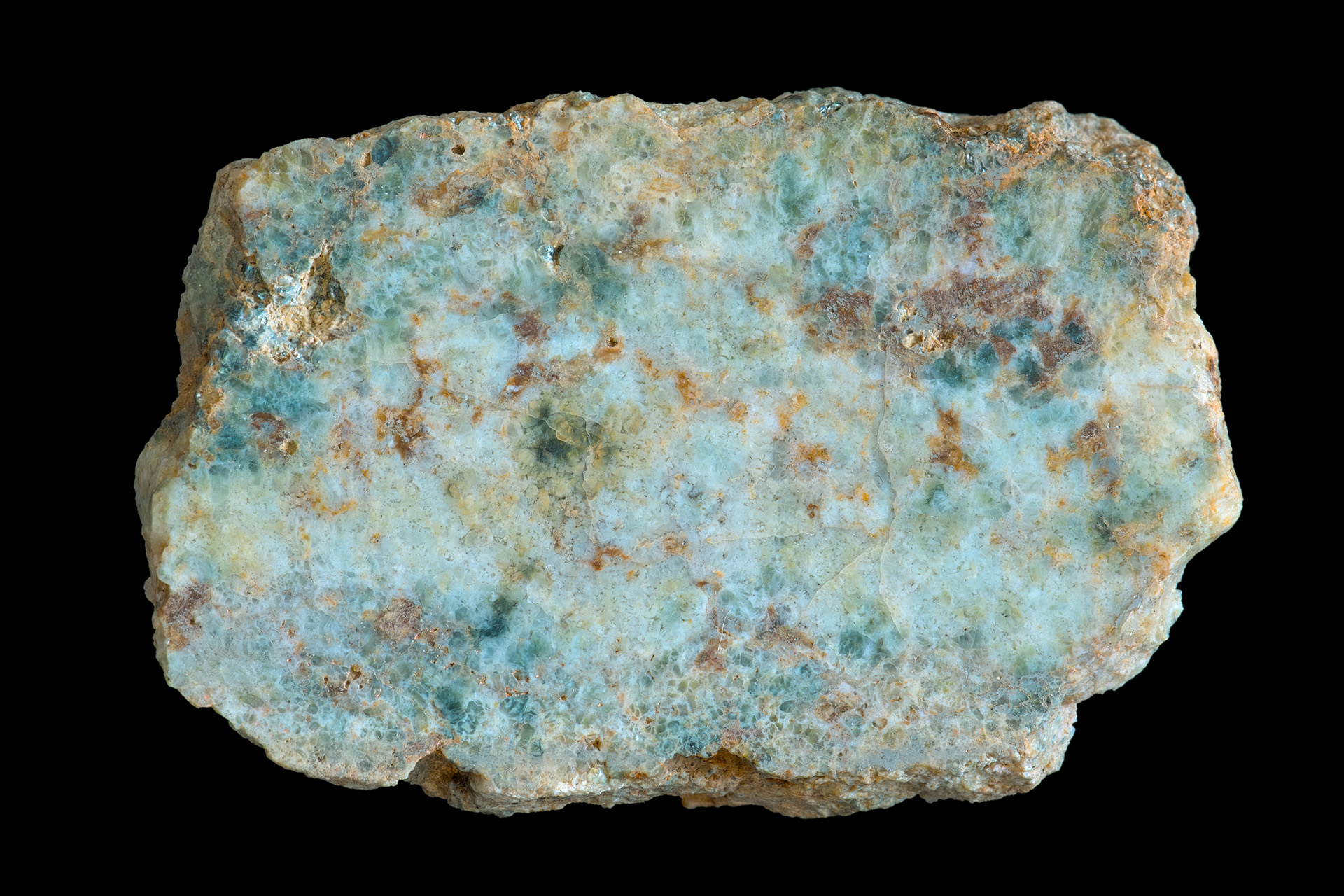
zelenomodrý chryzopras (leštěný), Bohouškovice u Křemže

Výskyt chhryzoprasu uvádí Oswald v okolí Křemže a Zlaté Koruny, kde se nachází v ornici v podobě modrozelených, žlutozelených a vzácněji jablečně zelených hlízovitých útvarů. Vznikly druhotně rozkladem hadců. Jejich zjištěné složení: 88,75 % SiO2, 1,48 % Fe2O3, 0,95 % FeO, 0,92 % MgO, 0,44 % CaO, 0,37 % MnO (zbývajících 7,09 % je ztráta H2O v důsledku žíhání).
Zelené zbarvení přičítá Oswald niklu a žlutavé arzenu As2O3. Kratochvíl roku 1952 zmiňuje ještě následující lokality:
- Čistá u Horek
- Drahotín
- Jizera
- Jizerské louky
- Kořenov
- Kozákov
- Levínská Olešnice
- Liběchov
- Mumlava
- Rovné (Podm.)
- Třebovle

### Evropa

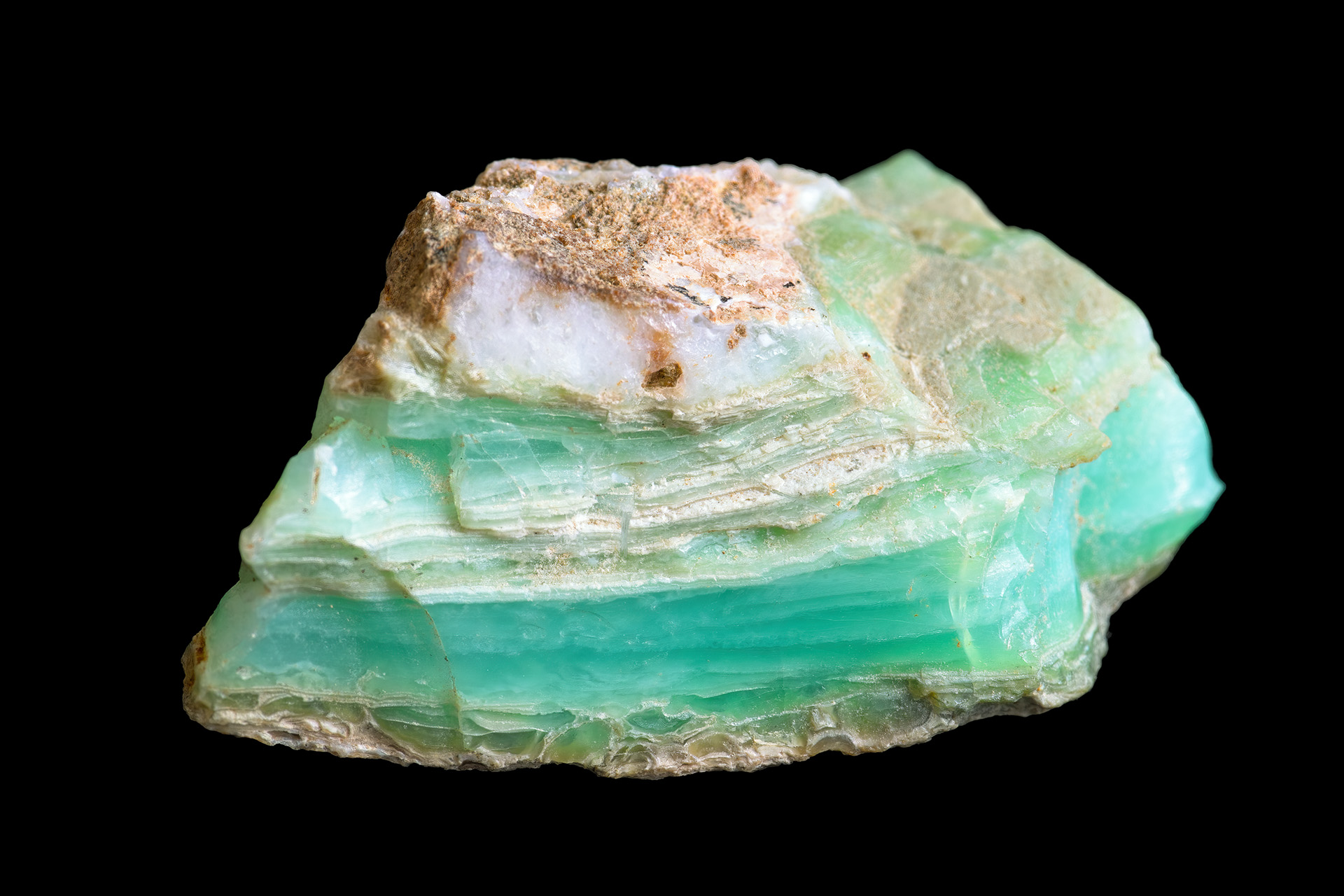
Chryzopras, přírodní, Polsko (asi 35×20 mm)

Nejznámější naleziště leží v Polsku v okolí Zabkovic (Ząbkowice Śląskie, dříve Frankenstein), konkrétně Szkłary a dále v okolí Kozmice (dnes Koźmice Wielkie).
- Polsko
- Rakousko[3]

### Svět
- Kazachstán: Sarakul – Baldy
- Ural
- Kalifornie: Tulare County
- Brazílie: Goiás
- Queensland v Austrálii[1]

## Podobné nerosty
- prasem – sytě tmavozeleně zbarvený křemen či směs křemene a chalcedonu
- plazma – tmavozelené zbarvení dané chloritickými příměsemi, vzniká rozkladem hadců
- heliotrop – tmavozelený s červenými či hnědými tečkami